# فالنتين باربوليسكو
فالنتين باربوليسكو (بالرومانية: Valentin Bărbulescu)‏ هو لاعب كرة قدم روماني في مركز الوسط، ولد في 28 ديسمبر 1985 في بوخارست في رومانيا. لعب مع كونكورديا كياجنا ونادي أوتيلول ريشيتا ونادي بترولول بلويشتي.

## وصلات خارجية
- فالنتين باربوليسكو على موقع قاعدة بيانات كرة القدم.إي يو (الإنجليزية)
- فالنتين باربوليسكو على موقع Soccerway.com (الإنجليزية)